# 소방정감

소방정감의 계급장

소방정감(消防正監, Fire Chief)은 대한민국 소방공무원 조직에서 단 네 사람만이 존재한다.
소방감의 위, 소방총감의 아래로, 고위급 간부(소방 수뇌부)에 속한다.
공무원의 1급 관리관,, 경찰의 치안정감, 국군의 중장(군단장)에 대응한다.

## 보직
- 소방청 차장[5]
- 서울[6], 경기[7], 부산시 소방재난본부장

## 같이 보기
- 소방관 계급 목록